# Brenthis amurensis
Brenthis amurensis är en fjärilsart som beskrevs av Otto Staudinger 1887. Brenthis amurensis ingår i släktet Brenthis och familjen praktfjärilar. Inga underarter finns listade i Catalogue of Life.